# Valvata virens
Valvata virens är en snäckart som beskrevs av Tryon 1863. Valvata virens ingår i släktet Valvata och familjen kamgälsnäckor. IUCN kategoriserar arten globalt som sårbar. Inga underarter finns listade i Catalogue of Life.

## Bildgalleri

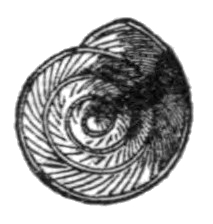